# Heinz Friesen
Heinz Friesen (Brunssum, 16 juli 1934 – Breda, 23 oktober 2019) was een Nederlands muziekpedagoog, dirigent en hoboïst.

## Levensloop
Friesen studeerde hobo aan het Koninklijk Conservatorium te Den Haag bij Jaap Stotijn en orkestdirectie bij Rocus van Yperen, Piet Ketting en Willem van Otterloo.
Van 1961 tot 1966 was hij als solo-hoboïst verbonden aan Het Brabants Orkest en van 1966 tot 1988 aan het Rotterdams Philharmonisch Orkest. Hij soleerde tevens met het Koninklijk Concertgebouworkest in Amsterdam, Brussel en Parijs.
Hij volgde de hoboïst Jaap Stotijn op als hoofdvakdocent aan het Conservatorium te Den Haag.
Tot 2005 dirigeerde hij het kamerorkest Concerto Rotterdam en het Conservatoriumorkest Rotterdam. Ook dirigeerde hij het Rotterdams Philharmonisch Orkest, het Residentie Orkest te Den Haag en Het Brabants Orkest te Tilburg.
Van eind 1971 tot 1975 was Friesen chef-dirigent van het Nationaal Jeugdorkest.
Friesen begon op jonge leeftijd blaasorkesten te dirigeren. Hij won als enige dirigent het Wereldmuziekconcours (WMC) te Kerkrade vijf maal, met drie verschillende orkesten: Harmonieorkest "St. Michaël", Thorn uit Thorn (1974 en 1993), Koninklijke Harmonie Oefening & Uitspanning te Beek en Donk (1978) en de Koninklijke Philharmonie Bocholtz uit Bocholtz (1985 en 1989). De laatste twintig jaar werd hij vaak uitgenodigd voor speciale projecten, zowel in Nederland als daarbuiten. Sinds haar oprichting in 1989 is hij artistiek directeur en dirigent van The Amsterdam Wind Orchestra. Verder dirigeerde hij de Koninklijke Harmonie "Pieter Aafjes", Culemborg (1975 tot 2016), Harmonieorkest "St. Michaël", Thorn (1970 tot 1974 en vanaf 1985 tot 2013), de Koninklijke Philharmonie Bocholtz (1962 tot 1967 en vanaf 1980 tot 2003), de Koninklijke Harmonie "Sophia's Vereeniging", Loon op Zand (1969 tot 1980 en vanaf 1993 tot 2015) en de Koninklijke Harmonie Oefening & Uitspanning Beek en Donk (1963 tot 1990).
Heinz Friesen overleed in 2019 op 85-jarige leeftijd in een ziekenhuis in Breda, nadat hij daar een week eerder met hartklachten was opgenomen.

## Onderscheidingen
- Dr. Fockmedaille en de Zilveren Vriendenkrans der Vereniging van Concertgebouwvrienden (1960)[2].
- Ridder in de Orde van Oranje-Nassau (1989)
- Caspar Hogenbijlprijs voor verdiensten als dirigent en deskundige op het gebied van blaasmuziek (1990)
- Persoon van verdienste van de Vereniging Vrienden van het Wereld Muziek Concours (2003)
- 2e Amstel Music Award (2009).
- “Commilito Honoris Causa” - Bond Van Orkestdirigenten (2016)

- Bibliothèque nationale de France: cb16693235t (data)
- International Standard Name Identifier: 0000 0003 9315 1897
- Library of Congress Control Number: n86866660
- MusicBrainz: eea84c7c-6f2d-4052-819e-965e2af08c34
- Nationale Bibliotheek van Tsjechië: pag2016921030
- Nationale Bibliotheek van Israël: 987007320247205171
- Nederlandse Thesaurus van Auteursnamen: 072037377
- Virtual International Authority File: 287309583
- WorldCat: E39PBJyCJjTB7jxRG8G89K6qcP